# 中美洲经济一体化银行
中美洲经济一体化银行（西班牙語：Banco Centroamericano de Integración Económica，縮寫：BCIE）是中美洲地区的国际开发银行，其目的是要促進成員國的融合和發展。总部分别设在洪都拉斯特古西加尔巴与萨尔瓦多聖薩爾瓦多，並在每個中美洲國家設有辦事處。
截至2009年底，BCIE已批准贷款与开发援助146.033亿美元。

## 历史
1960年在签署了《中美洲经济一体化总协定》（the General Treaty on Central America Economic Integration）背景下，於1960年12月13日成立中美洲經濟整合銀行。
2021年7月6日，在中華民國（台灣）設立中美洲以外第一個國家辦事處（Country Office）。

## 成員國
中美洲經濟整合銀行目前共有15個成員國，包含創始國及區域外成員國。伯利兹是受益国但未認繳資本。
| 創始成員國 | 區域成員國 | 區外成員國 | 受益國 |
| ---------- | ---------- | ---------- | ------ |
|            | 巴拿马     | 阿根廷     |        |
| 薩爾瓦多   |            | 哥伦比亚   |        |
|            |            | 西班牙     |        |
|            |            | 墨西哥     |        |
| 尼加拉瓜   |            | 中華民國   |        |
|            |            | 古巴       |        |
|            |            |            |        |